# Csengtöi nyári rezidencia
A csengtöi nyári rezidencia (kínai írással 避暑山庄, pinjin átírással Bìshǔ Shānzhuāng, am. „Hegyi villa a hőség elkerülésére”; mandzsu nyelven , Halhūn be jailara gurung) a Csing-dinasztia (Qing-dinasztia) császári palotáinak és kertjeinek hatalmas komplexuma, egyben a kínai kertépítészet több évezredes fejlődésének egyik csúcspontja Csengtö (Chengde) városban, Pekingtől (Beijingtől) mintegy 250 kilométerre északkeletre, Hopej (Hebei) tartományban.

## Története

Csing (Qing)-kori (tér)kép a palotakomlpexumról

A hagyomány szerint Kang-hszi kínai császár (Kangxi kínai császár) először egy törzsi lázadás leverése alkalmával járt ezen a vidéken. Később többször vadászott a környéken a mongol hercegekkel együtt. Az itt létesített vadászházból nőtt ki aztán a palotakomplexum, ami a nyári pihenés mellett a későbbiekben is fontos szerepet játszott az északi mongol és más népcsoportokkal való diplomáciai kapcsolattartásban.
A császári nyári rezidencia egészében 1703 és 1792 között épült fel. Teljes területe 5,6 km², csaknem a fele Csengtö (Chengde) teljes városi területének. A paloták, kormányzati és szertartási épületek és parkok harmonikusan illenek a természetes tavak, legelők és erdők által meghatározott tájképbe.
Kang-hszi (Kangxi), Csien-lung (Qianlong) és Csia-csing (Jiaqing) kínai császárok évente több nyári hónapot is itt töltöttek, innen irányították a hatalmas birodalmat. A palotaváros ezért sokban hasonlít a pekingi Tiltott Városra. Az első felében lévő kormányzati és ceremoniális épületekben fogadta császár a magas tisztviselőket, a különböző nemzetiségek vezető képviselőit, nemeseit, a külföldi követeket. A hátsó részben voltak a császári család lakóépületei.
1793-ban itt fogadta a kínai császár Lord Macartney-t, a brit uralkodó küldöttét, az első nyugati követet. 1820-ban Csia-csing kínai császár (Jiaqing kínai császár) villámcsapás miatt vesztette életét a környéken, ezért a nyaralóhely népszerűsége csökkent. Az 1860-as ópiumháború idején azonban Hszien-feng kínai császár (Xianfeng kínai császár) ide menekült az angol-francia csapatok elől, és itt is hunyt el a következő évben.

## Látványosságok
A park területén 72 különböző tájépítészeti együttest alakítottak ki, 36-ot az első építtető, Kang-hszi (Kangxi) császár tervei szerint, a másodikat az építkezés folytatója, Csien-lung kínai császár (Qianlong kínai császár) korában.
Az 56 hektáros terület négyötöde dombvidék, a többi – némiképp a mongol pusztákra is emlékeztető – sík mező, illetve vízfelület. A környező erdős hegyeken sokféle épület, templom áll. Köztük van az egyik legmagasabb kínai pagoda. Ez az 1751-ben épült 70 méter magas épület nyolcszögletű alapokon épült, kilenc szintje van és színes csempék borítják. A tetején aranyozott csúcsdísz áll. Az északi és keleti hegyoldalakon Kang-hszi (Kangxi) császár, valamint a lámaizmus nagy híve, Csien-lung (Qianlong) császár tizenegy, jórészt belső-ázsiai templom kicsinyített mását építtette fel, köztük a Potala palotáét.
A legkorábbi templomot, az Általános szeretet templomát 3,8 hektáron építették fel 1713-ban a folyó keleti partján Kang-hszi (Kangxi) 60. születésnapjára. Még ebben az évben elkészült az Általános jóság temploma is kissé északabbra. Még északabbra található az az Általános öröm temploma, ami 1766-ban készült el egy nagyobb diplomáciai esemény, mongol, tibeti, kazak és kirgiz vezetők látogatásának emlékére. A 2,4 hektáros területen emelt épületegyüttes főépülete a pekingi Ég temploma mása, sárga mázas cseréppel fedve.
A keleti dombvonulat legészakibb temploma egy hszincsiang (xinjiang)i templom mása, fekete mázas tetőcserepei szokatlan képet nyújtanak.  A hagyomány szerint Csien-lung (Qianlong) császár egyik kedves ágyasának a honvágyát csillapítandó építtette, valószínűbb azonban, hogy ennek létrehozásában is a szövetségesi kapcsolatok ápolása játszotta a fontosabb szerepet. A templomok mögött a kínai kert tájkép-tervezői törekvéseinek megfelelően, kirajzolódnak a távoli hegyek csúcsai, köztük is a különös alakú Cséphadaró-csúcs.
Az északi hegyvonulat templomai között az első az Általános nyugalom temploma, amit Csien-lung (Qianlong) építtetett 1775-ben egy lázadó dzsungáriai törzs feletti győzelem emlékére, 3,3 hektáros területen, kínai és tibeti stílusban. Ebben áll Avalokitésvara bódhiszattva kínai ábrázolása (Kuan-jin (Guanyin)), 48 karú nő formájában. A szobor 22,2 méter magas és 110 tonna súlyú, ez a világ legnagyobb fából készült Buddha-ábrázolása.
Ettől nyugatra emelték 3,8 hektáron 1780-ban azt a tibeti stílusú, több emeletes kőtemplomot, (Hszümifusou-templom (Xumi Fushou-templom))  ami a Csien-lung (Qianlong) császár 70. születésnapjának megünneplésére érkező VI. pancsen láma szálláshelyéül szolgált. Az északi vonulat legnyugatibb temploma a Sanhszi (Shanxi) tartományi Vutaj (Wutai) hegyen álló, immár szintén világörökségi védettségű Mandzsusri-templom (szanszkrit nyelven: Mañjuśrī, मञ्जुश्री) másolata 1771-ből. Mivel ennek a buddhista istenségnek a neve emlékeztetett a mandzsuk népnevére, ezért a Csing (Qing)-dinasztia idején kiemelt tiszteletben állt. Ugyanabban az évben felépítették a közelében a Csiahszing (Jiaxing) tartományi Hajning (Haining) Ötszáz Lohan templomának másolatát is.
A további „tájképi jelenetek” nagy részét Kína más vidékeinek híres kertjeiből, épületeiről másolták. Például a Zöld Lótusz szigetén épült, „Köd és eső tornyát” () 1780-ban a Csöcsiang (Zhèjiāng) tartománybeli Csiahszing (Jiaxing) melletti Nan-tavon (Déli-tó, Nanhu) álló toronyról mintázták. A mellette álló két kis épület egyikében Csien-lung (Qianlong) császár kedvenc ágyasa verselt és festegetett, a másikban a császár könyvtára volt.
A központi épületegyüttest 10 km hosszú fal, a kínai nagy fal utánzata veszi körül. A délen elhelyezett hármas kapu, a főbejárat felett kínai nyelv, mongol, tibeti, arab és mandzsu nyelvű feliratok vannak. A középső kapun Kang-hszi (Kangxi) császár kalligráfiája látható „Hegyi kunyhó a hőség elkerülésére” értelemben. A legfontosabb épület a Nanmu terem, amit egy kínai cédrusfajtából, a nanmu-fából emeltek, és – „üdülőhelyhez” illően – kisebb és rusztikusabb a Tiltott Város fogadócsarnokánál.
A tó nyugati partján áll a Jangce-parti Csencsiang (Zhenjiang) melletti Arany-hegyen 1021-ben épült templom mása. Északnyugaton látható Ningpo (Ningbo) város egyik leghíresebb látványosságának, a Tienji-pavilon (Tianyi pavilon) könyvtárépületének a másolata. Itt helyezték el 1773-ban a császár egyik nagy vállalkozásának eredményét, a „Négy csoportba tartozó könyvek kincsestárát” Sze Ku Csüan Su (Siku Quanshu), ami 79 337 kötetben 3503 klasszikus klasszikus konfuciánus, történelmi, filozófiai illetve az „egyéb” kategóriába tartozó művet tartalmaz.
Felvinczi Takács Zoltán az 1930-as években itt tett látogatásáról részletesen beszámolt útikönyvében.

## Galéria

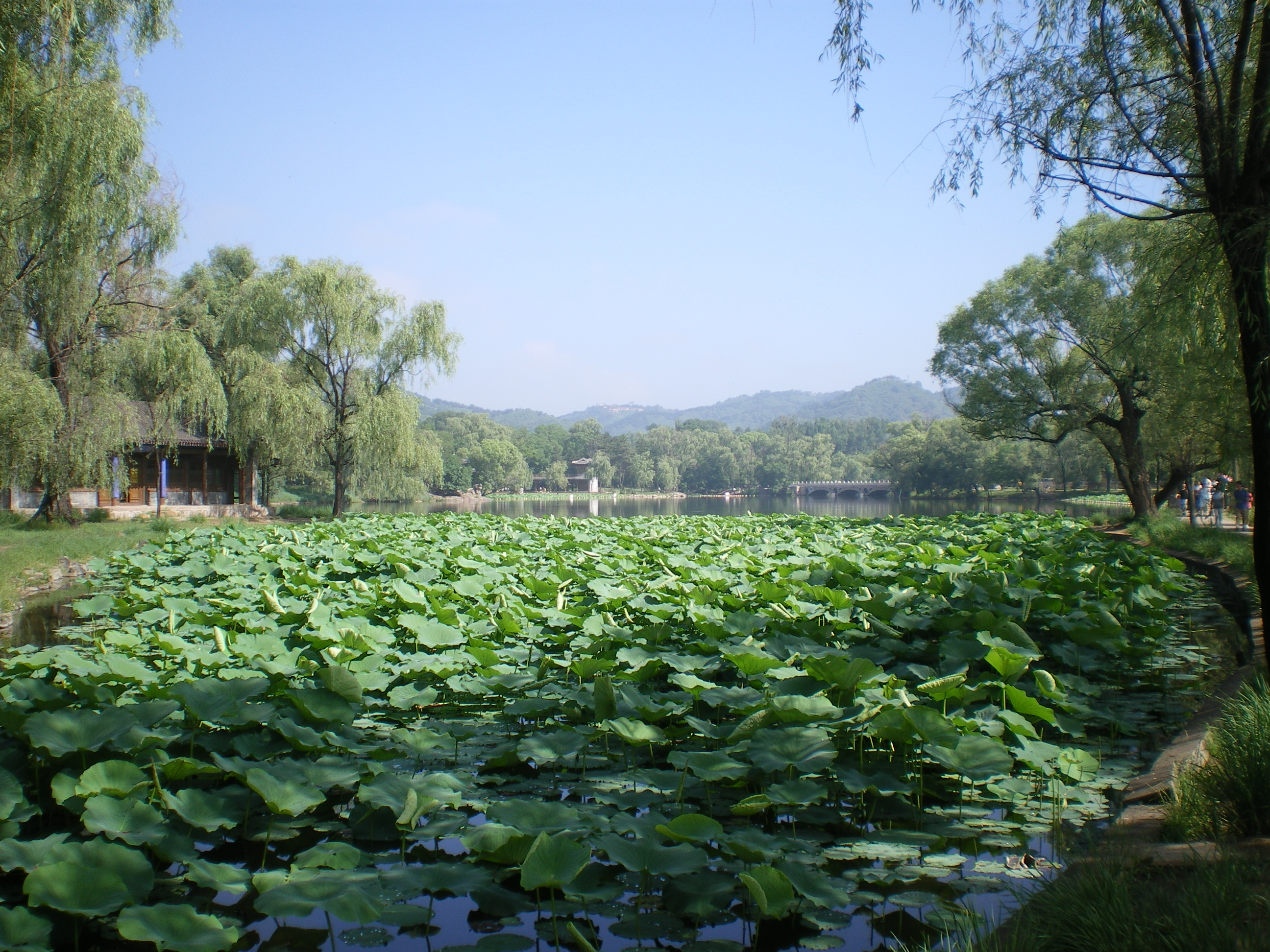
Lótuszvirágok és távoli hegyek
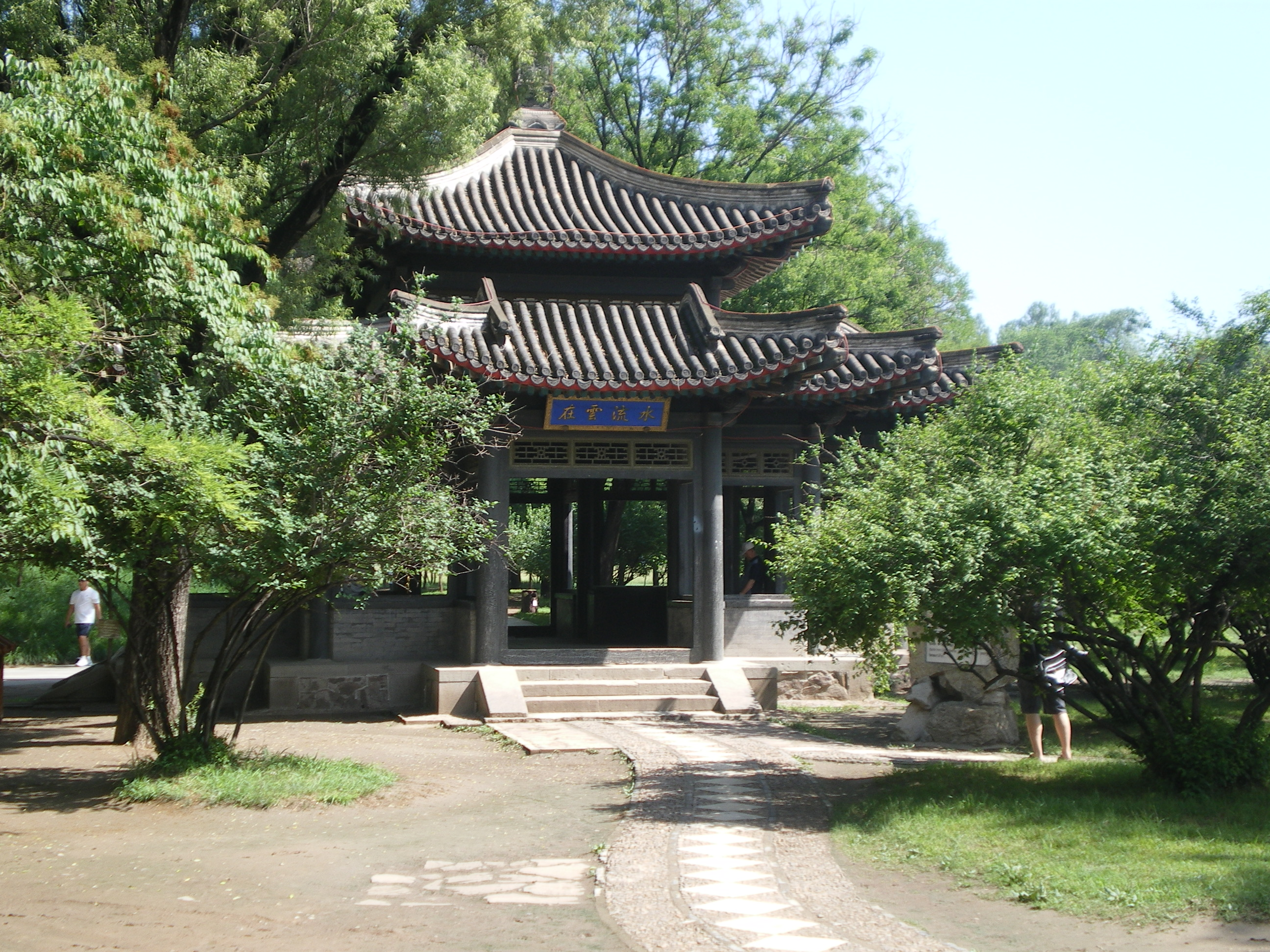
Egy kerti pavilon a sok közül
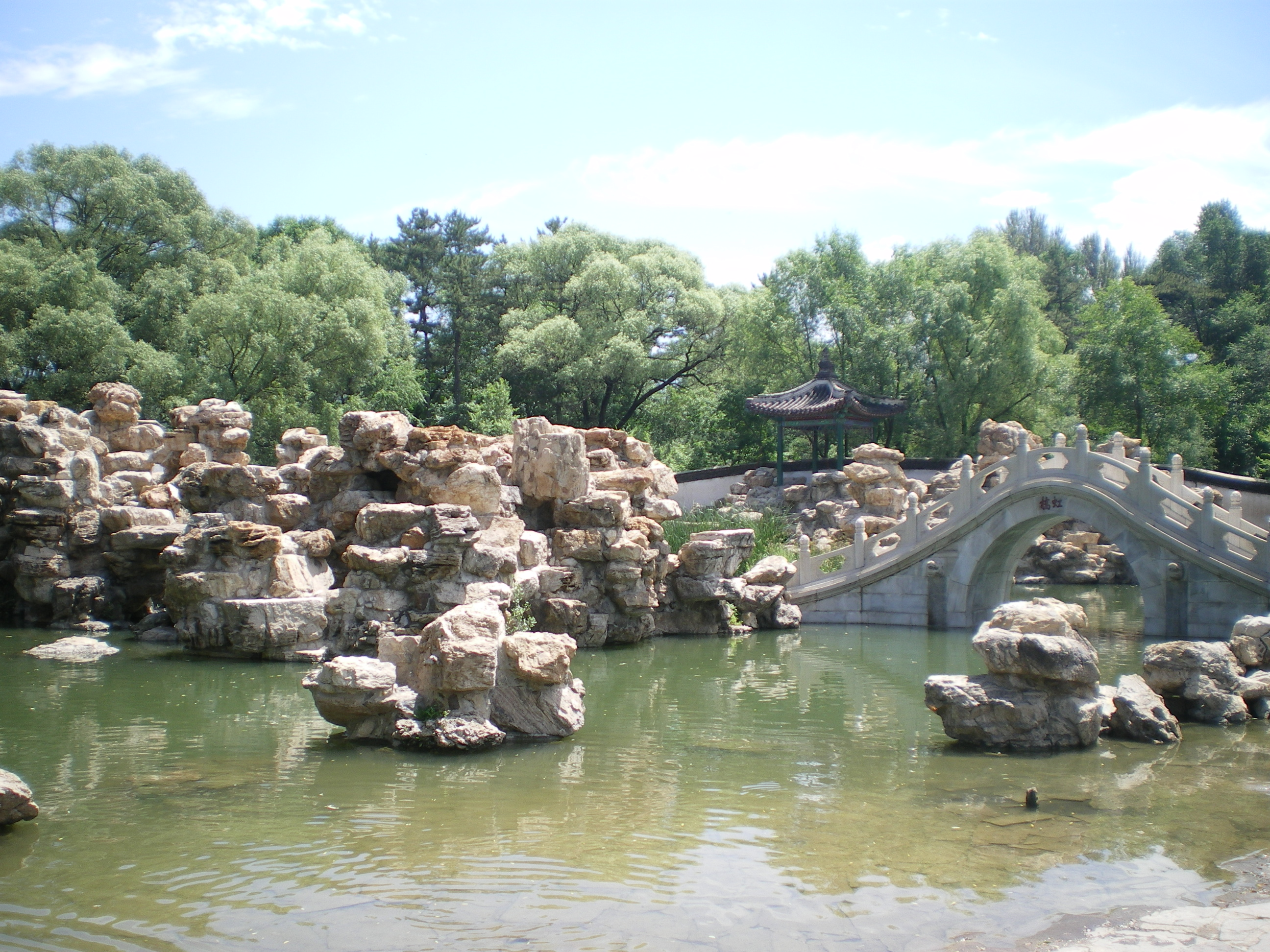
Tó és sziklakert
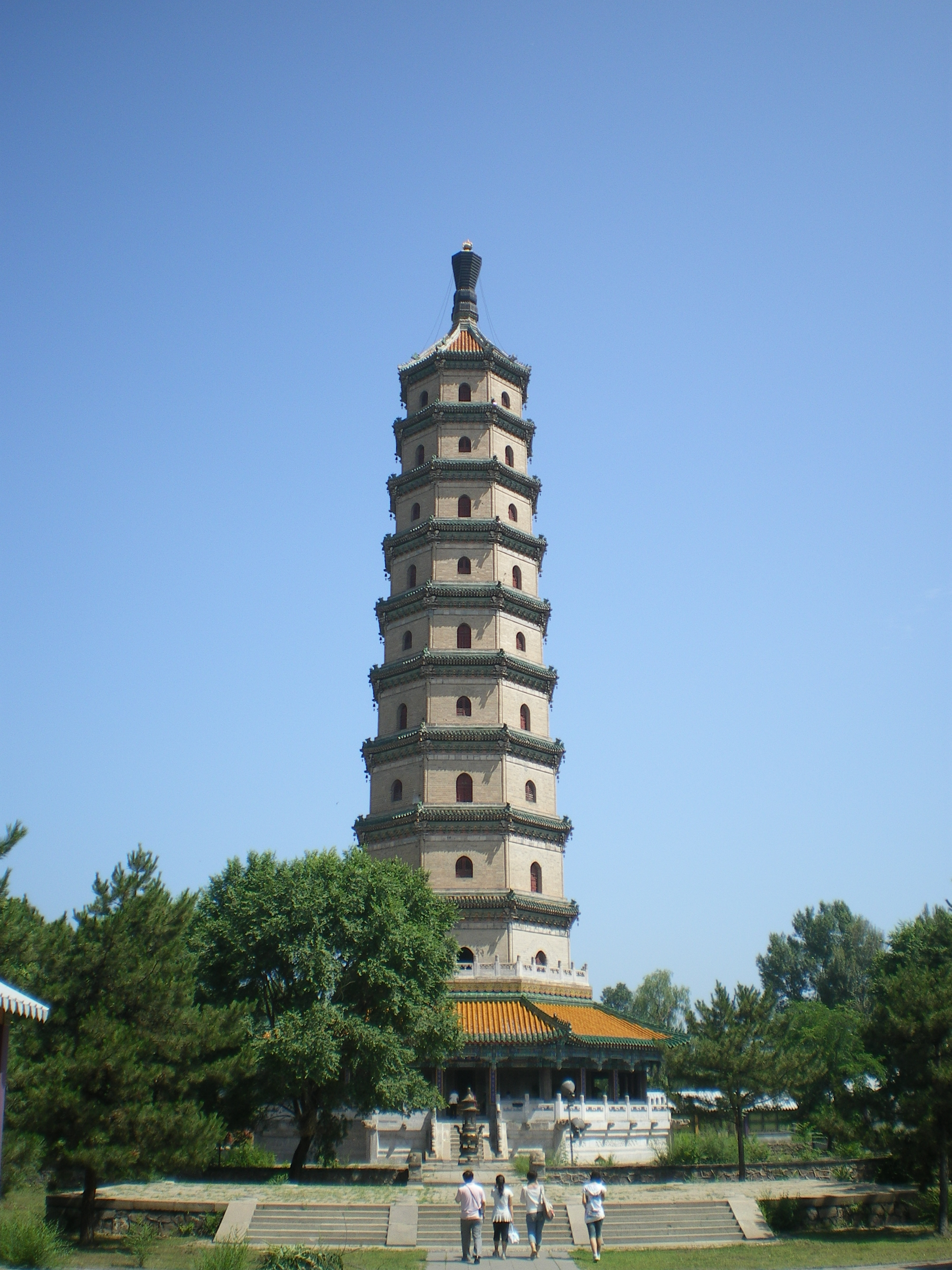
A kilenc emeletes pagoda
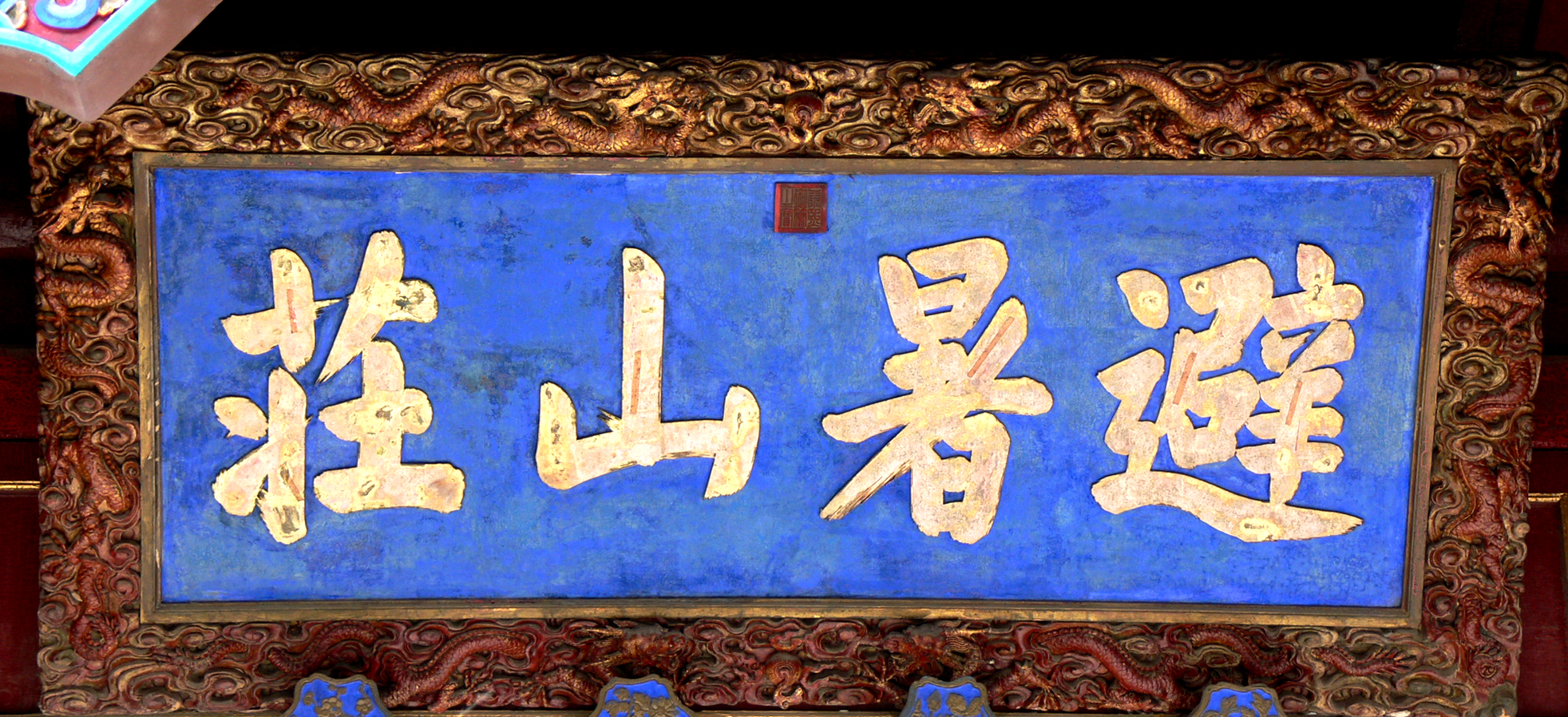
Kang-hszi (Kangxi) kalligráfiája: Hegyi kunyhó a meleg elkerülésére
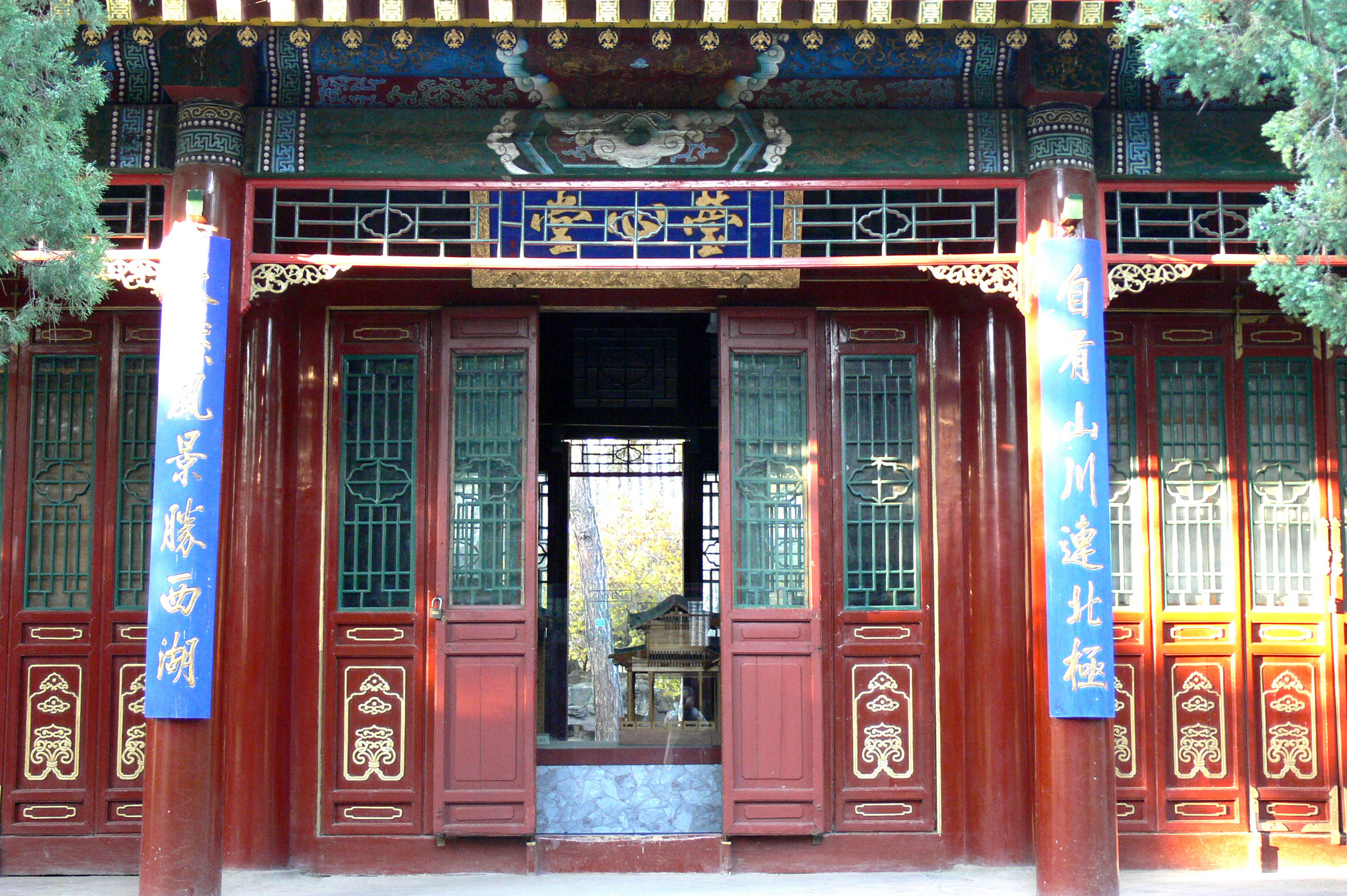
Rácsos ajtó
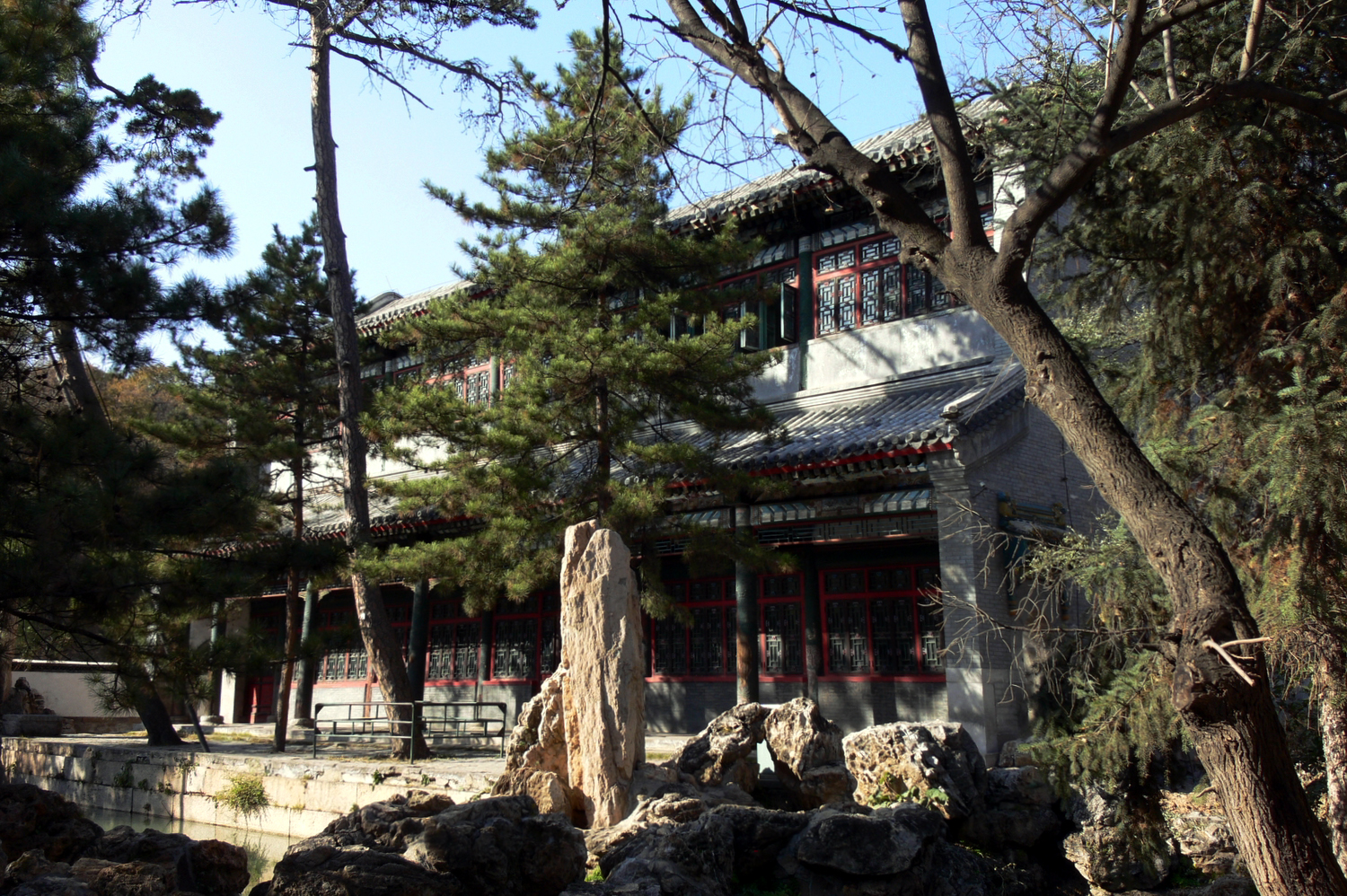
A könyvtárépület
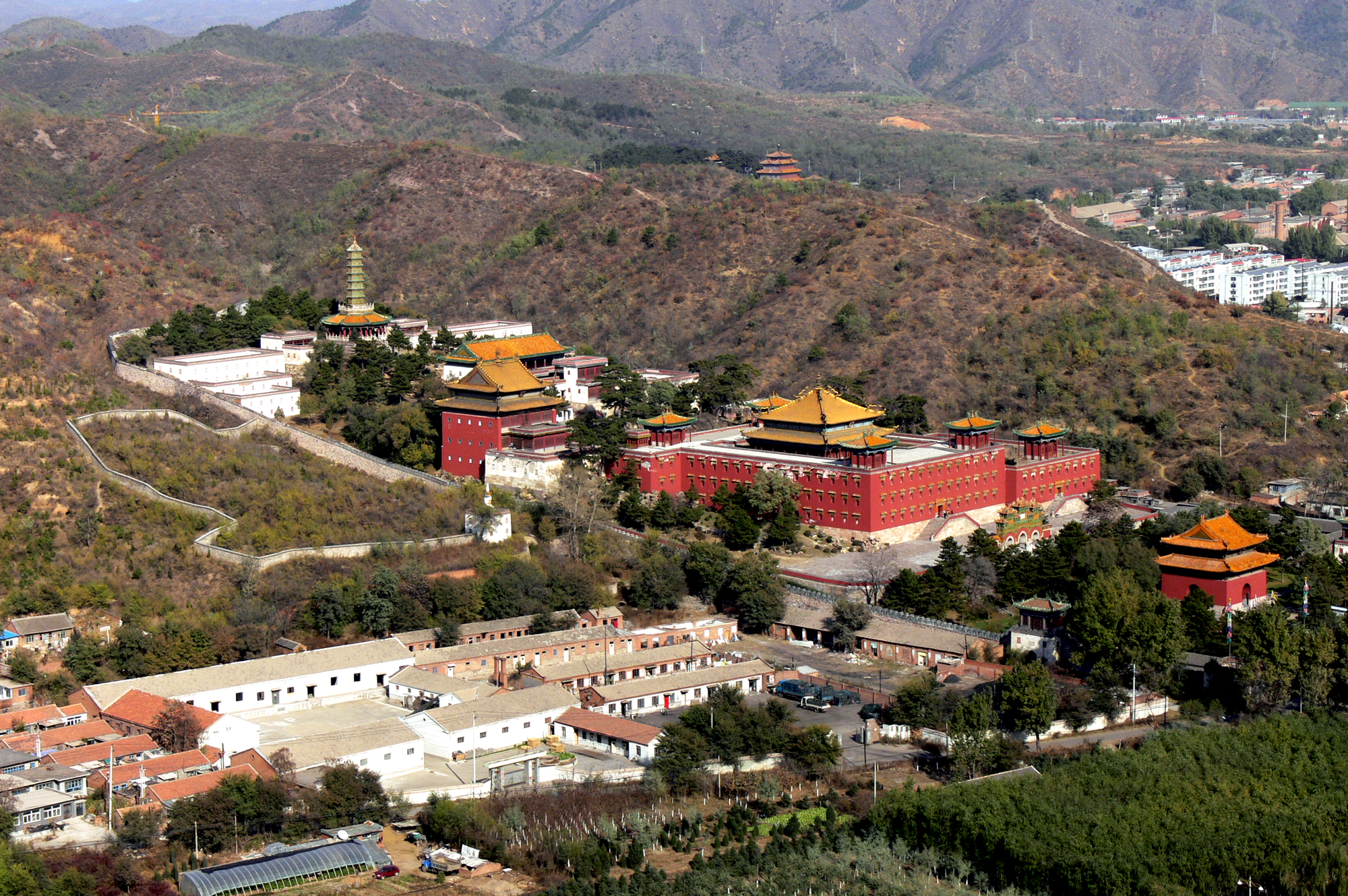
A Hszümifusou-templom (Xumi Fushou-templom) madártávlatból
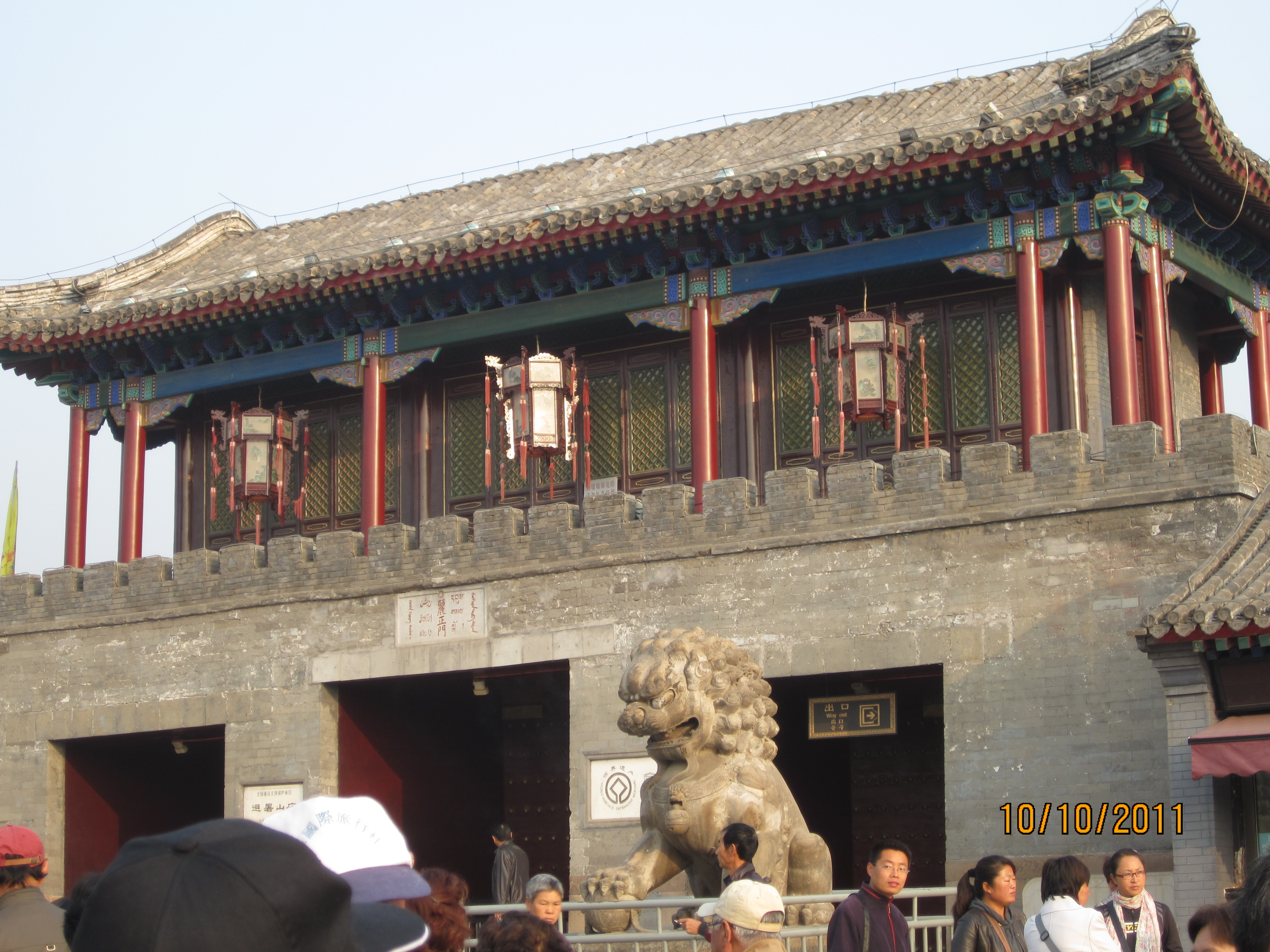
A császárok számára fenntartott bejárat

## Fordítás
Ez a szócikk részben vagy egészben  a   Chengde Mountain Resort című angol Wikipédia-szócikk ezen változatának fordításán alapul.  Az eredeti cikk szerkesztőit annak laptörténete sorolja fel. Ez a jelzés csupán a megfogalmazás eredetét és a szerzői jogokat jelzi, nem szolgál a cikkben szereplő információk forrásmegjelöléseként.